# Michael Green (athlétisme)
Pour les articles homonymes, voir Michael Green.
Michael Green (né le 7 novembre 1970 dans la paroisse de Trelawny) est un athlète jamaïcain spécialiste du 100 mètres.
Il se révèle durant la saison 1994 en se classant deuxième de la finale du 100 m des Jeux du Commonwealth de Victoria derrière le Britannique Linford Christie. L'année suivante, il termine à la septième place des Jeux olympiques d'Atlanta en 10 s 16. En 1997, le Jamaïcain remporte la médaille d'argent du 60 mètres des Championnats du monde en salle de Paris en 6 s 51. Il établit cette même année la meilleure performance de sa carrière sur 100 m, courant 10 s 02 à Knoxville.

## Palmarès
| Date | Compétition                    | Lieu     | Résultat | Discipline |
| ---- | ------------------------------ | -------- | -------- | ---------- |
| 1991 | Championnats du monde          | Tokyo    | 6e       | 4 x 100 m  |
| 1994 | Jeux du Commonwealth           | Victoria | 2e       | 100 m      |
| 1994 | Jeux du Commonwealth           | Victoria | 4e       | 4 x 100 m  |
| 1995 | Championnats du monde          | Göteborg | 4e       | 4 x 100 m  |
| 1996 | Jeux olympiques                | Atlanta  | 7e       | 100 m      |
| 1997 | Championnats du monde en salle | Paris    | 2e       | 60 m       |